# Superdrug
Superdrug Stores plc (Marktauftritt unter dem Namen Superdrug) ist ein Einzelhandelsunternehmen für Gesundheits- und Schönheitsprodukte im Vereinigten Königreich und dort das zweitgrößte nach Boots UK. Das Unternehmen ist im Besitz von A.S. Watson (Health & Beauty UK) Ltd, das zur A.S. Watson Group gehört. Es wurde im Rahmen der Übernahme von Kruidvat BV im Oktober 2002 erworben. Die A.S. Watson Group ist ihrerseits Teil des Hongkonger Mischkonzerns CK Hutchison Holdings.
Superdrug betreibt fast neunhundert Geschäfte im Vereinigten Königreich und in Irland und ist auch online in Dänemark, Finnland und Schweden vertreten. Das Unternehmen beschäftigt über 14.000 Mitarbeiter. Neben dem Angebot von Gesundheits- und Schönheitsprodukten im Internet und in den Geschäften gibt es in über 220 Geschäften Apotheken mit Beratungsräumen und in weiteren 19 Geschäften Kliniken für Krankenpflege (nurse clinics). Das Unternehmen unterhält Verbindungen zu Schwesterunternehmen, die ebenfalls zur A.S. Watson Group gehören: Savers und The Perfume Shop.

## Geschichte

### Ursprünge und Expansion

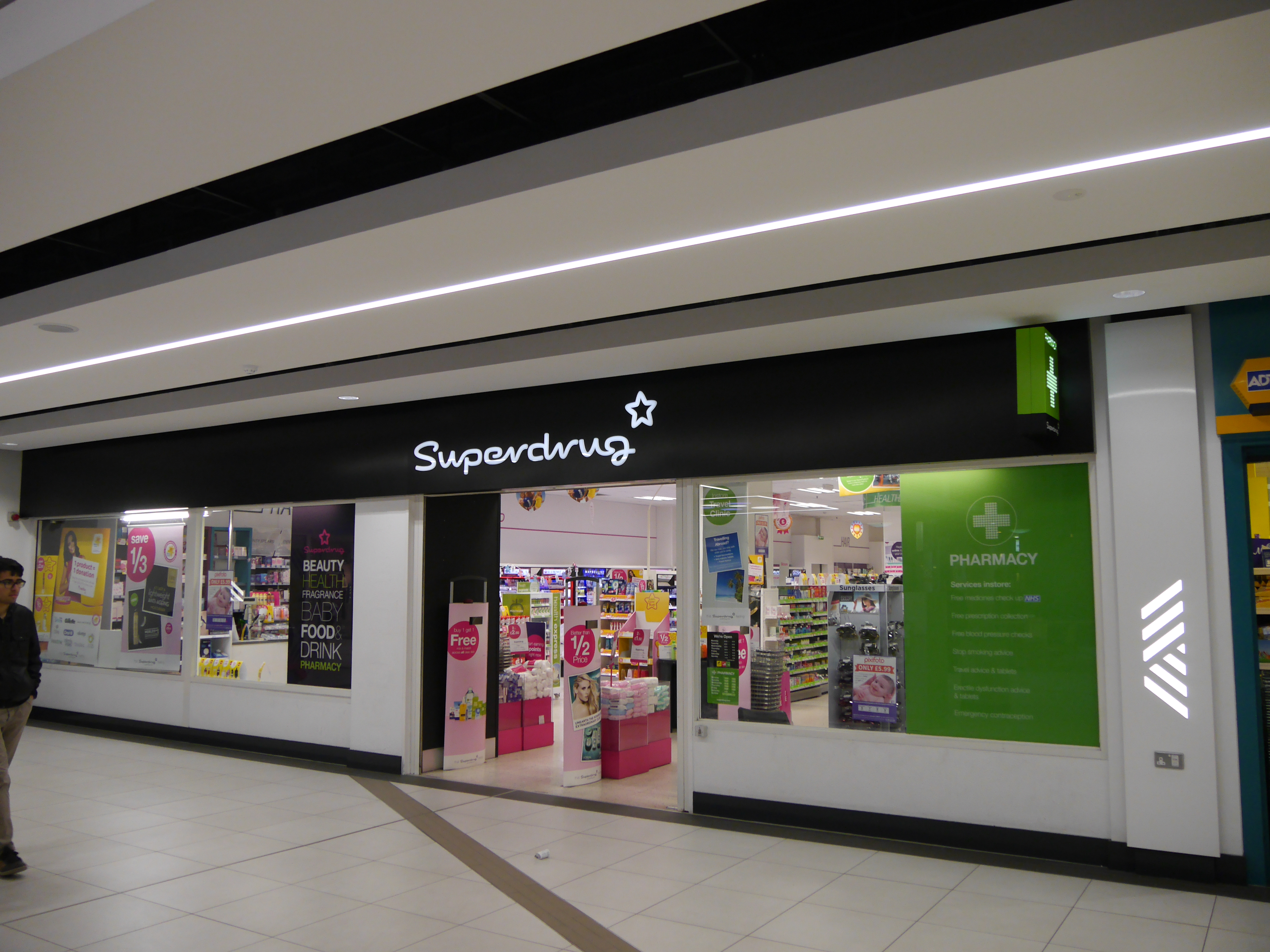
Superdrug, Kings Mall, Hammersmith, London

1952 stellten Ronald und Peter Goldstein fest, dass es eine große Marktlücke für Unternehmen gab, die sich auf den Einzelhandel mit Körperpflegeprodukten spezialisierten, weshalb die Brüder, die beide über mehrjährige Erfahrung im Lebensmitteleinzelhandel verfügten, im Jahr 1961 Superdrug gründeten. Im Jahr 1964 wurde Superdrug in Leading Supermarkets Limited umbenannt und nahm 1966 offiziell wieder seinen heutigen Namen an. Das erste Superdrug-Geschäft wurde am 26. April 1966 in Putney eröffnet.

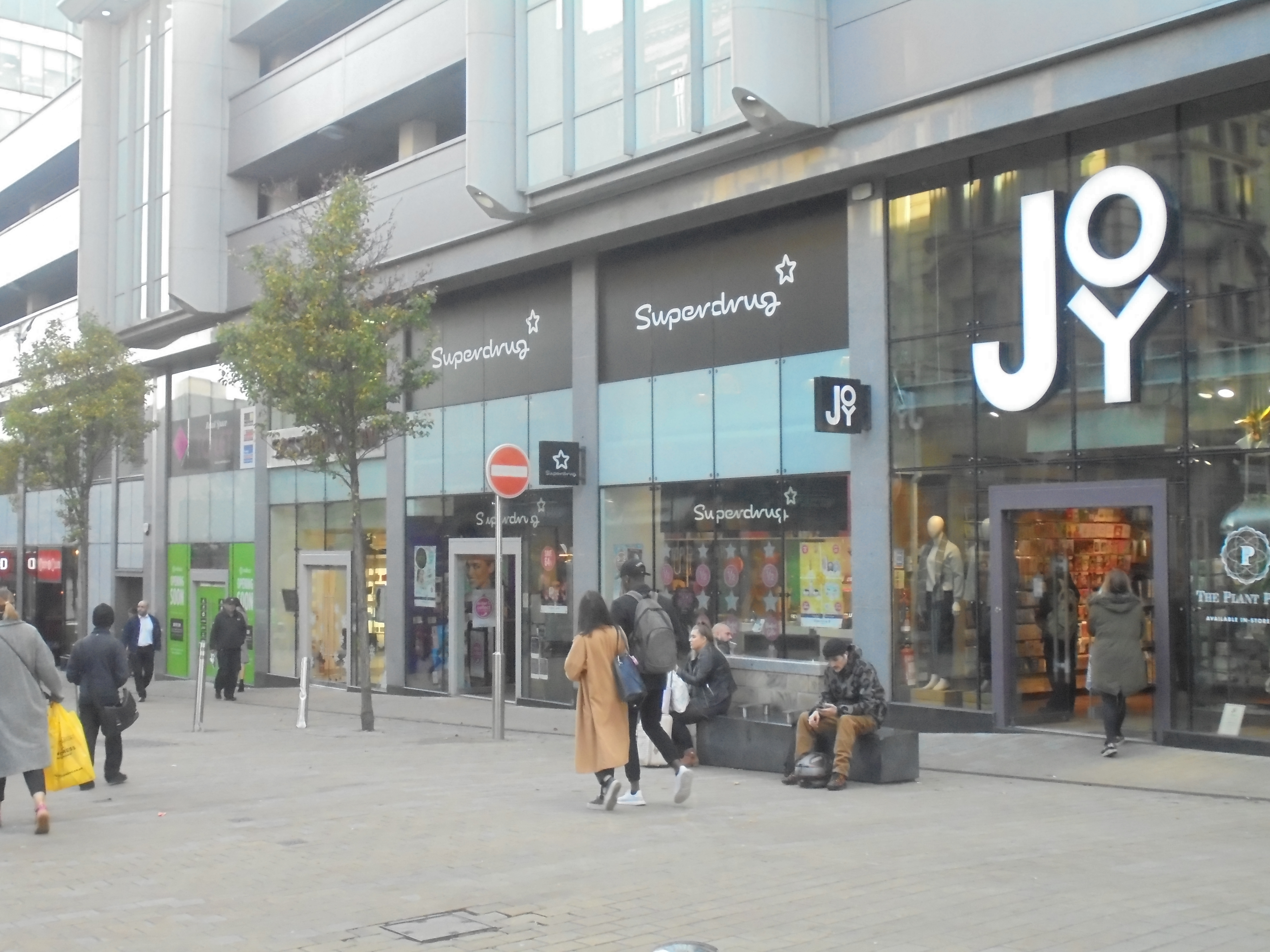
Superdrug, Albion Street, Leeds (2018)

Bis 1968 gab es drei Geschäfte in Putney, Croydon und Streatham. Im selben Jahr erwarb Superdrug sein erstes Vertriebszentrum in Wimbledon. Die Kette wuchs schnell und umfasste zu Beginn der 1970er Jahre bereits vierzig Geschäfte. Im Jahr 1971 erwarb die Rite Aid Corporation, eine amerikanische Drogeriekette, 49 % des Unternehmens. Im Jahr 1972 kaufte Superdrug Elgee Drugstores, ein Unternehmen, das eine Kette von fünf Geschäften betrieb, und 1976 verfügte das Unternehmen über 65 Geschäfte im gesamten Vereinigten Königreich. Im nächsten Jahrzehnt wuchs die Kette auf 143 Filialen an, als 1980 die erste Filiale in Wrexham, Wales, eröffnet wurde. Im Jahr 1983 wurde das Unternehmen an der Londoner Börse für nicht börsennotierte Wertpapiere notiert. 1984 wurde ein Rekordumsatz von über 1 Million in einer Woche erzielt. Die Kette eröffnete ihre 200. Filiale in Bishop Auckland.
1981 gab es bereits dreihundert Superdrug-Geschäfte im Vereinigten Königreich, und das Unternehmen eröffnete sein 11.148 m² großes Vertriebszentrum und seinen Bürokomplex in der Beddington Lane in der Nähe von Croydon. Dieses Zentrum wurde im Juli 2007 geschlossen, und der südliche Vertrieb wurde nach Dunstable verlegt, während der Hauptsitz 2017 in neue Büros im Zentrum von Croydon umzog. Der nördliche Vertrieb ist in South Elmsall, Pontefract, West Yorkshire, angesiedelt.
Im März 1987 wurde Superdrug für 57 Millionen Pfund an Woolworth Holdings (heute Kingfisher plc) verkauft. Der Verkauf ermöglichte ein beschleunigtes Wachstum der Marke durch die Nutzung des überschüssigen Kingfisher-Immobilienportfolios und beträchtlicher Finanzanlagen.
Im Januar 1988 erwarb Superdrug Tip-Top, eine Discount-Apothekenkette, die in Nordengland und Schottland stark vertreten war, sowie Share Drug Stores plc, eine Kette mit Sitz im Süden. Durch diese Übernahmen und ein aggressives Expansionsprogramm wuchs die Kette auf sechshundert Verkaufsstellen im gesamten Vereinigten Königreich an.
In den folgenden acht Jahren wuchs Superdrug weiter und steigerte seine Rentabilität und seinen Marktanteil. Die Gebrüder Goldstein zogen sich 1990 aus dem Unternehmen zurück, kurz nach dessen 25-jährigem Bestehen im Jahr 1989, und Alan Smith übernahm kurz darauf die Leitung des Tagesgeschäfts.
1995 begann das Unternehmen mit einem Rebranding-Programm, in dessen Rahmen es sein Discount-Erbe hinter sich ließ und sich mit einer neuen Corporate Identity (einschließlich der Einführung eines neuen Sternsymbols als Logo) – unter dem Motto „die wahre Schönheit ist der Preis“ – und neuen, größeren Geschäften in erstklassigen Einzelhandelslagen in den Vordergrund rückte.
Superdrug beschloss 2017, seinen Hauptsitz zu verlegen, nachdem das Unternehmen mehr als 40 Jahre lang in der Beddington Lane ansässig war. Das Unternehmen zog an einen zentraleren Standort in Croydon um.

### Akquisitionen
Angesichts des zunehmenden Drucks durch Supermärkte und neue Discount-Ketten und nach dem gescheiterten Fusionsversuch von Kingfisher mit Asda (der dazu führte, dass Walmart die letztgenannte Kette übernahm) wurde Superdrug im Juli 2001 an Kruidvat, einen Apothekenbetreiber aus den Niederlanden, verkauft, damit Kingfisher sich auf seine Baumarkt- und Elektroketten konzentrieren konnte. Kruidvat wurde dann im November 2002 an A.S. Watson, das Einzelhandels- und Produktionsgeschäft des Hongkonger Mischkonzerns CK Hutchison Holdings, ehemals Hutchison Whampoa, verkauft.
A.S. Watson ist auch die Muttergesellschaft von Savers, der drittgrößten Drogeriemarktkette des Vereinigten Königreichs. In der Folge wurden mehrere kleinere Superdrug-Geschäfte in Savers umgewandelt, und etwa dreihundert Savers-Geschäfte in Filialen von Superdrug. Im Jahr 2004, anlässlich des 40-jährigen Firmenjubiläums, wurde das aktuelle Logo eingeführt, wobei das Sternmotiv des vorherigen Logos beibehalten, aber durch eine neue kursive Wortmarke modernisiert wurde. Mit der Einführung des neuen Logos wurde auch die Beschilderung geändert: Die Geschäfte wurden als „Superdrug HealthBeauty“ bezeichnet, und die Website erhielt den Slogan „Health & Beauty from A.S. Watson“, um den neuen Eigentümer zu kennzeichnen.
Im April 2006 trat Superdrug in die Republik Irland ein und begann mit der Einführung seiner Geschäfte der „nächsten Generation“, von denen das erste in Uxbridge eröffnet wurde. Diese Läden konzentrierten sich vor allem auf Kosmetika und Parfüm und setzten im gesamten Geschäft Plasmabildschirme ein. Superdrug kündigte an, im Jahr 2008 150 weitere Geschäfte der nächsten Generation eröffnen zu wollen. Seit der Ankunft in Irland ist die Marke nun auch in Douglas auf der Isle of Man und in St. Helier auf Jersey vertreten.
Im Dezember 2007 zog Superdrug nach Beschwerden von Aktivisten gegen häusliche Gewalt einen Sandsack für Frauen zurück. Das Produkt in Form eines Mannes forderte Frauen auf, ein Foto eines Mannes in das Gesicht des Sacks zu stecken, und war mit einem Pfeil versehen, der auf die Leistengegend zeigte und die Aufschrift „Tritt ihn hier“ enthielt. Die ManKind Initiative, eine Wohltätigkeitsorganisation für häusliche Gewalt, bezeichnete es als skandalös, dass ein nationales Einzelhandelsunternehmen wie Superdrug offen Produkte verkauft, die häusliche Gewalt gegen Männer fördern. Nach den Beschwerden zog der Einzelhändler das Produkt zurück und versprach, alle Gewinne aus dem Verkauf des Artikels an die Wohltätigkeitsorganisation zu spenden.

### Seit 2010
Im Februar 2010 wurde Superdrug zu einem von der BUAV anerkannten Einzelhändler und schloss sich damit mehreren anderen Einzelhandelsketten an, die versprachen, dass ihre Eigenmarkenprodukte frei von Tierversuchen sein würden. Alle Superdrug-Eigenmarkenprodukte tragen das grausamkeitsfreie Logo von Leaping Bunny. Dies gilt jedoch nicht für die Produkte anderer Marken, die im Geschäft verkauft werden.
Im Jahr 2010 ging Superdrug eine Partnerschaft mit dem Schwesterunternehmen The Perfume Shop ein und testete Shop-in-Shop-Konzessionen. Die Partnerschaft wurde in elf Superdrug-Geschäften erprobt. Im Januar 2018 wurde Superdrug vom Institute of Customer Service (UKCSI) ausgezeichnet und belegte den vierten Platz im Vereinigten Königreich für Kundenzufriedenheit (UKCSI), während die Yorkshire Bank den dritten, First Direct den zweiten und Amazon den ersten Platz belegte.
Im September 2015 kündigte Superdrug die Einführung einer neuen App an, mit der Kunden ihre Superdrug-Treuepunkte nachverfolgen können. Diese App wurde schließlich zur Superdrug Shopping App, mit der Kunden online Einzelhandelsartikel in Superdrug-Filialen bestellen können.
Am 22. März 2018 eröffnete Superdrug seinen ersten rein veganen Pop-up-Shop im Boxpark in Shoreditch. Superdrug sagte, dies sei eine Reaktion auf die gestiegene Nachfrage nach pflanzlichen und tierversuchsfreien Schönheitsprodukten. Der Laden präsentiert Superdrugs eigene Schönheits- und Kosmetikprodukte, aber auch exklusive Markenprodukte, die für Veganer geeignet sind.
Im August 2018 war Superdrug Gegenstand eines Erpressungsversuchs, bei dem Daten von seiner Website durch Credential Stuffing erlangt wurden.
Im Dezember 2019 verlor Superdrug ein Gerichtsverfahren, das sich auf die Worte in einer E-Mail des Einkäufers des Unternehmens bezog: „Please go ahead with the below“, die sich auf die Vorschläge des Lieferanten Athena Brand bezogen, eine Mindestmenge von Nature's Alchemist-Produkten zu liefern. Die Worte wurden so interpretiert, dass ein Vertrag zwischen den beiden Parteien zustande kam, und schienen im Umkehrschluss zu bedeuten, dass der Käufer die Befugnis hatte, einen solchen Vertrag abzuschließen.
Seit 2021 sponsert das Unternehmen das britische Recyclingprogramm für Medikamentenverpackungen, in dessen Rahmen gebrauchte Medikamentenblister in 195 Superdrug-Filialen (die über eine Apotheke verfügen) abgegeben werden können.

## Produkte
Im Februar 2012 ging Superdrug eine Partnerschaft mit Pro Skin Clinics ein, die es Superdrug ermöglichte, in seinen Geschäften spezialisierte Hautpflegesprechstunden anzubieten. Die angebotenen Behandlungen reichen von Laser-Haarentfernung bis hin zu Gesichtsbehandlungen. Superdrug plante, bis Ende 2013 fünfzig Kliniken einzurichten, zunächst in Geschäften in der Kensington High Street und der Oxford Street, dann in kürzlich renovierten Geschäften.
Im Februar 2013 wagte Superdrug den Einstieg in den Premium-Hautpflegemarkt, indem es eine neue und exklusive Marke namens „B“ einführte. Die Marke ist frei von Tierversuchen und vegan und bietet sowohl Hautpflege als auch Make-up an. Sie wurde im Januar und Februar 2013 eingeführt, begleitet von einer millionenschweren Werbekampagne, die Fernsehwerbung, Zeitschriftenwerbung, Blogger-Rezensionen und eine Pop-up-Tour durch die größten Einkaufszentren des Vereinigten Königreichs umfasste.
Im Juli 2017 bot das Unternehmen als erstes Einzelhandelsunternehmen im Vereinigten Königreich in 58 seiner Geschäfte eine Windpockenimpfung an, die 65 Pfund pro Dosis kostete, wobei zwei Dosen erforderlich waren.